# Королівство Нортумбрія
Норту́мбрія (лат. Northumbria, англ. Northumbria — «Земля на північ від річки Гамбер») — одне з королівств, що сформувалися в ході англосаксонського завоювання Британії. Утворилося близько 604 з двох королівств: Берніції (заснована 547 року) і Дейри (заснована 559 року); розташовувалося на північ від річки Гамбер. Королівства Берніція і Дейра (по-англосаксонськи Bernicia і Deire) виникли на місці бритських областей Бринейх і Дейфір. Перше з них займало графство Нортумберленд і часом простягалося до затоки Ферт-оф-Форт. Королівство Дейра знаходилося на території графства Йоркшир. Остаточне об'єднання відбулося в 655 році.
Столицею Нортумбрії був Еофервік (римський Еборак, нині Йорк).
У IX столітті територію Нортумбрії завоювало спочатку англосаксонське королівство Вессекс, а потім дани. Близько 924 року територію Нортумбрії остаточно приєднали до Вессексу.